# وقتی یتیم بودیم
وقتی یتیم بودیم (به انگلیسی: When We Were Orphans) نام کتابی نوشتهٔ کازو ایشیگورو نویسندهٔ انگلیسی-ژاپنی منتشر شده در سال ۲۰۰۰ است. این کتاب در سال انتشار جزو فهرست نهایی جایزه بوکر قرار گرفت.
ایشی گورو در این رمان نیمه پلیسی به کندوکاو در زندگی یک کارآگاه خصوصی ژاپنی الاصل که در انگلستان زندگی می‌کند پرداخته‌است.
نام شخصیت اصلی این رمان کریستوفر بنکس است. رمان در سال‌های دهه ۱۹۳۰ می‌گذرد و کریستوفر بنکس مشهورترین کارآگاه انگلستان است. همهٔ مردم لندن دربارهٔ پرونده‌های او صحبت می‌کنند. ولی معمای حل نشده‌ای همواره ذهنش را مشغول کرده‌است: معمای ناپدید شدن اسرارآمیز پدر و مادرش در دوران کودکی او در شانگهای.